# Scherffel Aladár
Scherffel Aladár (Igló, 1865. február 18. – Tihany, 1939. június 1.) algológus, mikrobiológus, a Magyar Tudományos Akadémia levelező tagja (1927).

## Életrajza
A budapesti, grazi és innsbrucki egyetemen tanult. Apja, Scherffel Vilmos Aurél nyomdokain a Szepesség moszat- és gombaflóráját tanulmányozta.
1922-ben a szegedi egyetem tiszteletbeli doktora, 1932-ben címzetes nyilvános rendkívüli tanára lett. 1928-tól  haláláig 1939. június 1-én bekövetkezett haláláig a tihanyi biológiai intézet könyvtárosa volt.

## Munkássága
Az alsóbb rendű gombákat és algákat, a mikroszkopikus szervezeteket kutatta. Számos értekezése jelent meg magyar és német szakkiadványokban.

## Főbb munkái
- Beitrag zur Kenntniss der Chrysomonadinen (Archiv für Protistenkunde, Jena 1911)
- Endophytische Phycomyceten-Parasiten der Bacillariaceen (Archiv für Protistenkunde, 1925)
- Zur Sexualität der Chytridineen (Archiv für Protistenkunde, 1925)